# Aizenay
Aizenay ist eine französische Stadt mit 10.218 Einwohnern (Stand 1. Januar 2022) im Département Vendée in der Region Pays de la Loire. Sie gehört zum Kanton Aizenay im Arrondissement La Roche-sur-Yon.

## Geografie
Aizenay liegt 15 Kilometer nordwestlich von La Roche-sur-Yon, 53 Kilometer südlich von Nantes und etwa 25 Kilometer westlich der Küste der Vendée (côte vendéenne). Die Vie und der Jaunay fließen durch das Gemeindegebiet, an der südöstlichen Gemeindegrenze verläuft dessen Zufluss Boëre.
Aizenay ist einer Klimazone des Typs Cfb (nach Köppen und Geiger) zugeordnet: Warmgemäßigtes Regenklima (C), vollfeucht (f), wärmster Monat unter 22 °C, mindestens vier Monate über 10 °C (b). Es herrscht Seeklima mit gemäßigtem Sommer.

## Geschichte
Aizenay war die Hauptstadt des keltischen Stammes der Agesinates, deshalb ist die Bezeichnung für die Einwohner von Aizenay heute noch Agésinates. Im Dialekt des Poitevin (einer Art der Langues d’oïl) werden die Einwohner jedoch Trjhous genannt (les Toujours, „die Immer“).

## Politik
Aizenay gehört zum Gemeindeverband Vie et Boulogne.
Seit dem 5. April 1998 besteht eine Partnerschaft mit Görisried.
Das Wappen der Stadt ist das alte Wappen der Familie La Brosse Penthièvre (Vicomtes de Brosse, heute Burgruine Brosse in Chaillac, und Comtes de Penthièvre). Die La Brosse Penthièvre waren ab 1437 vier Generationen lang Seigneurs von Aizenay.

## Kultur und Sehenswürdigkeiten
Aizenay ist mit zwei Blumen im Conseil national des villes et villages fleuris (Nationalrat der beblümten Städte und Dörfer) vertreten. Die „Blumen“ werden im Zuge eines regionalen Wettbewerbs verliehen, wobei maximal drei Blumen erreicht werden können.

### Bauwerke

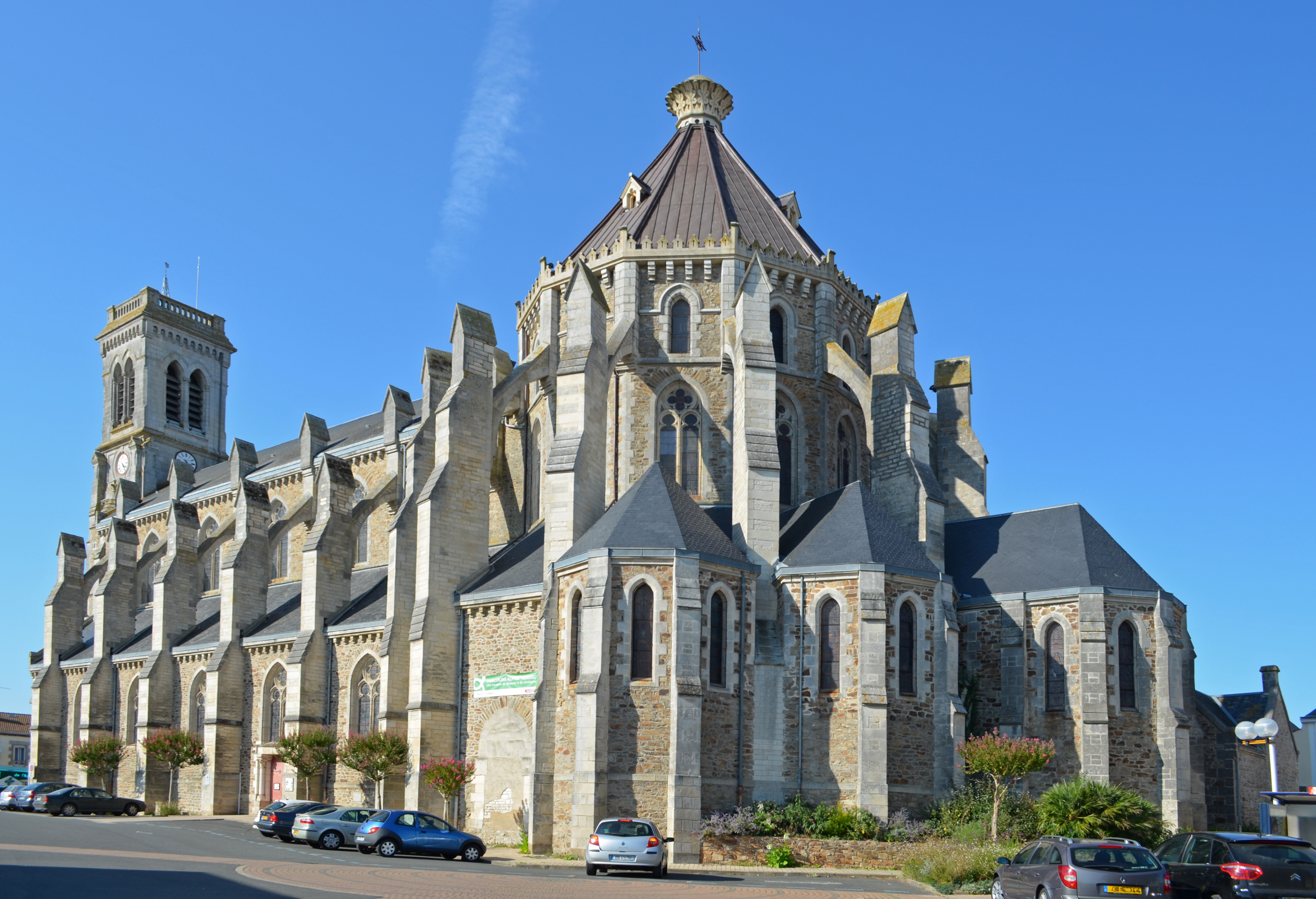
Die Kirche Saint-Benoît

Die Kirche Saint-Benoît wurde von 1904 bis 1905 vom Architekten Alcide Boutaud erbaut. Sie befindet sich im Gemeindebesitz und ist seit 2007 in das Zusatzverzeichnis der Monuments historiques (historische Denkmale) eingetragen. In der Kirche befinden sich mehrere Goldschmiedearbeiten. Ein silberner Behälter für Chrisam aus der zweiten Hälfte des 19. Jahrhunderts und ein Abendmahlskelch, der zwischen 1798 und 1809 hergestellt worden ist, wurden 1982 als Monument historique (MH) klassifiziert.
Das Logis de Bonnefonds wurde im 16. Jahrhundert im Stil der Renaissance erbaut. Aus jener Zeit sind nur die Fenster, Tür und der Kamin erhalten geblieben, die 1994 in das Zusatzverzeichnis der Monuments historiques eingetragen wurden (inscrit MH). Das Gebäude befindet sich heute im Privatbesitz.
Das Schloss La Marronnière („Schloss des Edelkastanienhains“) wurde im 18. Jahrhundert auf den Grundmauern einer Burg aus dem 14. Jahrhundert erbaut. Es steht in einem großen Park. 2008 wurde es renoviert. Es befindet sich im Privatbesitz und wird für Fremdenzimmer (franz. Chambre d’hôtes) genutzt.

### Lokale Produkte
Auf dem Gemeindegebiet gelten kontrollierte Herkunftsbezeichnungen (AOC) für Butter (Beurre Charentes-Poitou, des Charentes und des Deux-Sèvres) sowie geschützte geographische Angaben (IGP) für Rindfleisch (Bœuf de Vendée und du Maine), Schweinefleisch (Porc de Vendée), Geflügel (Volailles de Challans und de Vendée), Feldsalat (Mâche nantaise) und Brioche (Brioche vendéenne).

## Persönlichkeiten
- Fabien Grellier (* 1994), Radrennfahrer